# Ólafur Guðmundsson
Ólafur Andrés Guðmundsson (født 13. maj 1990 i Hafnarfjörður, Island) er en islandsk håndboldspiller, som spiller i IFK Kristianstad og på Islands herrehåndboldlandshold.
Han deltog under EM i håndbold 2020 i Sverige/Østrig/Norge.